# Jace Alexander
Jace Alexander (* 7. April 1964 in New York City) ist ein US-amerikanischer Schauspieler und Fernsehregisseur.
Alexander wurde als Sohn von Jane und Robert Alexander in New York geboren. Er studierte an der Universität von New York und begann im Jahr 1983 mit einem Manager- und Schauspielposten am Broadway. Anfang der 1990er-Jahre studierte er am American Film Institute, wo er sich dann auf Regie spezialisierte. 
1998 heiratete er Maddie Corman und hat heute drei Kinder mit ihr.
Am 29. Juli 2015 wurde Alexander verhaftet; ihm wurden der Besitz und die Verbreitung von Kinderpornografie zur Last gelegt. 2016 wurde er zu einer Bewährungsstrafe (Probation) von 10 Jahren verurteilt und wurde in New York als Sexualstraftäter registriert. Alexander hatte sich bereits im Vorfeld des Verfahrens als geständig gezeigt.

## Filmografie (Auswahl)
Als Schauspieler
- 1987: Matewan
- 1988: Crocodile Dundee II
- 1988: Acht Mann und ein Skandal (Eight Men Out)
- 1989: When We Were Young
- 1990: High Score
- 1991: Stadt der Hoffnung (City of Hope)
- 1994: Love and a .45
- 1995: Clueless – Was sonst! (Clueless)
- 1996: Law & Order
- 2002: For Caroline

Als Regisseur
- 1995: Xena
- 1996: Arli$$
- 1998: Ally McBeal
- 2005: Law & Order (32 Episoden)